# Ruvenzori
Ruvenzori (zapisano tudi Ruwenzori, Rwenzori in Rwenjura ali Rwenzururu (svahilijsko Milima ya Ruwenzori) je gorovje v vzhodni ekvatorialni Afriki med Ugando in Demokratično republiko Kongo. Najvišji vrh Ruwenzori doseže 5109 metrov, zgornja območja pogorja pa so trajno pokrita s snegom in poledenela. Reke, ki jih napajajo gorski potoki, tvorijo enega od izvirov Nila. Zaradi tega so evropski raziskovalci Ruwenzori povezali z legendarnimi Mesečevimi gorami, za katere je grški učenjak Ptolomaj trdil, da izvirajo Nil. Narodni park Virunga v vzhodnem delu DR Kongo in narodni park gorovja Ruvenzori v jugozahodni Ugandi sta znotraj območja.

## Geologija
Gore so nastale pred približno tremi milijoni let v poznem pliocenu in so rezultat dvignjenega bloka kristalinskih kamnin, vključno z gnajsom, amfibolitom, granitom in kvarcitom.]
Gore Ruvenzori so najvišje nevulkanske in neorogene gore na svetu.
Ta dvig je razdelil paleolazero Obweruka in ustvaril tri današnja afriška Velika jezera: Albertovo jezero, Edvardovo jezero [2] in Georgeovo jezero.
Gorovje je dolgo približno 120 kilometrov in širok 65 kilometrov. Sestavljeno je iz šestih masivov, ločenih z globokimi soteskami: Mount Stanley (5109 metrov), Mount Speke (4890 metrov), Mount Baker (4843 metrov), Mount Emin (4798 metrov), gora Gessi (4715 metrov) in Mount Luigi di Savoia (4627 metrov). Mount Stanley ima več pomožnih vrhov, pri čemer je najvišja točka Margherita Peak.

## Človeška zgodovina
Gore se občasno identificirajo z legendarnimi Mesečevimi gorami, ki so bile v antiki opisane kot izvir reke Nil. Sodobni evropski raziskovalci so območje opazovali v začetku poznega 19. stoletja, pri čemer je Samuel Baker leta 1864 poročal o tem, kar je imenoval Modre gore, ki se pojavljajo v daljavi, Henry M. Stanley pa je območje obiskal leta 1875 in 1888, ko je zapisal ime kot Ruwenzori.
Leta 1906 je vojvoda Abruzzi organiziral odpravo na Ruwenzori, katere poročilo je pozneje objavil Filippo De Filippi. Odprava se je povzpela na najvišje vrhove pogorja, od katerih jih je več poimenoval vojvoda, medtem ko je bila gora Luigi di Savoia poimenovana njemu v čast. Vojvodo je spremljal fotograf Vittorio Sella, ki je gore že obiskal. Njegove fotografije ledenikov in moren Ruwenzori so pokazale, da so se ledeniki že umikali. Sellina fotografska dela so shranjena v Museo Nazionale della Montagna v Torinu in na Istituto di Fotografia Alpina Vittorio Sella v Bielli, oba v Italiji. Univerza Makerere v Ugandi ima tudi izbor njegovih slik.
Prvo prečenje šestih masivov Ruwenzori je bilo opravljeno leta 1975, začelo se je 27. januarja in končalo 13. februarja. Prečenje so opravili poljski plezalci Janusz Chalecki, Stanisław Cholewa in Leszek S. Czarnecki, Mirosław Kuraś pa jih je spremljal na zadnji polovici prečenja.
Od osamosvojitve Ugande od Britanskega imperija so gore Ruvenzori vedno znova postale zatočišča uporniških skupin. Secesionistično gibanje Rwenzururu se je v 1960-ih borilo proti uporu v gorah. Med ugandsko Bushevo vojno se je ponovno pojavilo gibanje Rwenzururu in nadaljevalo svoj boj do podpisa mirovnega sporazuma z vlado ugandskega predsednika Miltona Oboteja. V kasnejših fazah Busheve vojne so v gorah delovale uporniške sile Nacionalne odporniške vojske (NRA). Potem ko je NRA leta 1986 prevzela oblast v Ugandi, je izbruhnila še ena državljanska vojna. Tokrat so gore Rwenzori gostile oporišča Nacionalne vojske za osvoboditev Ugande (NALU) in Partie de Liberation Congolaise (PLC), uporniške skupine proti Mobutu. V zgodnjih 1990-ih je kongovska uporniška skupina, znana kot Nacionalni svet odpora za demokracijo (Conseil National de Résistance pour la Démocratie, CNRD), ki jo je vodil André Kisase Ngandu, začela voditi upor proti Mobutuju iz gora Rwenzori.
Milice, ki so sledile ideologiji starega gibanja Rwenzururu, so od leta 1997 do junija 2001 okupirale z gorovja Ruvenzori. Leta 2020, ko so jih oborožene sile Demokratične republike Kongo premagale čez mejo, so se nekateri elementi zavezniških demokratičnih sil premaknili v gore Rwenzori.

## Rastlinstvo
Gorovje Ruwenzori je znano po svoji vegetaciji, ki sega od tropskega deževnega gozda prek alpskih travnikov do snega. Razpon podpira lastne vrste in sorte orjaške Dendrosenecio in Lobelia deckenii ter ima celo 6 metrov visoko resje (Calluna), pokrito z mahom, ki raste na enem od njenih vrhov. Večina območja je zdaj na seznamu svetovne dediščine in ga skupaj pokrivata narodni park gorovja Ruvenzori v jugozahodni Ugandi in narodni park Virunga v Vzhodnem Kongu.
V Ruwenzoriju ni pomanjkanja vode; vendar je več članov afro-alpske družine podobnih vrstam, ki običajno uspevajo v puščavskih podnebjih. Razlog je v njihovi podobni vodni ekonomičnosti. Voda afroalpskim rastlinam ni vedno na voljo, ko jo potrebujejo. Poleg tega nočne zmrzali vplivajo na transport soka v rastlinah in na vnos vode s koreninami. Ko se začne dan, se temperatura zraka in raven sevanja hitro dvigneta, kar povzroča velike obremenitve izpostavljenih delov rastlin, ko poskušajo zadostiti transpiracijskim zahtevam listov in vzdrževati ustrezno vodno ravnovesje. Za boj proti učinkom zmrzovanja so afro-alpske rastline razvile izolacijske sisteme, ki jim dajejo tako osupljiv videz. Te prilagoditve postanejo bolj izrazite, ko se višina povečuje.
V Ruwenzoriju je pet prekrivajočih se vegetacijskih območij: območje zimzelenega gozda (do 2800 metrov); cona bambusa (2800 do 3300 metrov); območje resja (3000 do 3800 metrov); alpsko območje (3500 do 4500 metrov); in nivalno območje (4400 do 5000 metrov). Na višjih nadmorskih višinah nekatere rastline dosežejo nenavadno velike velikosti, na primer lobelija in Dendrosenecio. Vegetacija v Ruwenzoriju je edinstvena za ekvatorialno alpsko Afriko.

## Ledeniška recesija
Stalna skrb je vpliv podnebnih sprememb na ledenike Ruwenzori. Leta 1906 je bilo triinštirideset poimenovanih ledenikov razporejenih po šestih gorah s skupno površino 7,5 kvadratnih kilometrov, kar je približno polovica skupne površine ledenikov v Afriki. Do leta 2005 jih je bilo manj kot polovica še vedno prisotnih na samo treh gorah s površino približno 1,5 kvadratnih kilometrov. Nedavne znanstvene študije, na primer tiste Richarda Taylorja z University College London, so ta umik pripisale globalnim podnebnim spremembam in raziskale vpliv teh sprememb na vegetacijo in biotsko raznovrstnost gora. V letih 2012, 2020 in 2022; Klaus Thymann je vodil odpravo z okoljsko dobrodelno organizacijo Project Pressure, ki je ustvarila primerjalne fotografije za vizualno dokumentiranje recesije ledenika, ugotovitve so bile objavljene v svetovnih medijih, vključno z BBC One Planet, The Guardian in Yale Environment 360. Sprememba je vidna na primerjalnih slikah. Ko se temperatura dvigne in se ledeniki umaknejo, se vegetacija počasi plazi po gori.